# Ibrány
Ibrány é uma cidade da Hungria, situada no condado de Szabolcs-Szatmár-Bereg. Tem 60,39 km² de área e sua população em 2019 foi estimada em 6.648 habitantes.